# Donggang
Donggang is een stad in de provincie Liaoning in China. Donggang 
ligt in de prefectuur Dandong. Donggang is ook een arrondissement.
De stad heeft ongeveer 640.000 inwoners. 